# Paleontologia na Pensilvânia

Localização da Pensilvânia nos Estados Unidos

A paleontologia na Pensilvânia se refere à pesquisa paleontológica ocorrida ou realizada por pessoas do estado da Pensilvânia, nos Estados Unidos. A coluna geológica da Pensilvânia abrange do Pré-Cambriano ao Quaternário.

## Pré-história
Nenhum fóssil pré-cambriano é conhecido na Pensilvânia. Como tal, o registro fóssil do estado não começa até o Paleozóico. Durante a parte inicial do Paleozóico, a Pensilvânia estava localizada perto da costa oriental de um continente chamado Laurentia. Grande parte do mar próximo cobria o estado. Durante o final da Pensilvânia ordoviciana foi o lar de braquiópodes, bryozoanos, crinoides, graptolites, moluscos, pelecipodes, estrela-do-mare trilobitas. Durante o período siluriano seguinte, o peixe Palaeapsis bitruncata deixado permanece no condado de Perry. Tetrápodes devonianos deixaram pegadas perto de Warren no que antes era considerado como a evidência mais antiga para um vertebrado terrestre, embora achados mais recentes de pegadas da Polônia atualmente detêm o recorde. Mais tarde, os estratos devonianos preservam peixes primitivos e mais evidências para os tetrápodes precoces.
Um importante local fóssil chamado Red Hill é encontrado ao longo de uma estrada cortada no condado de Clinton. Preserva evidências de um ambiente de várzea que foi dominado pela planta Archaeopteris. O primeiro tetrápode Hynerpeton, um importante fóssil de transição, foi descrito de Red Hill.

## História
Um mito popular entre os índios Delaware conta o achado de um pedaço de osso deixado por um monstro que havia assassinado pessoas próximo da atual Filadélfia, na Pensilvânia ou no leste de Nova Jersey.